# محمدرضا خوشک وطن‌دوست
محمدرضا خوشک وطن‌دوست (زاده ۱۳۵۶ ولسوالی اشترلی - ولایت دایکندی) سیاستمدار و تاجر افغانستانی و نماینده مردم ولایت هرات در دوره شانزدهم و هفدهم مجلس نمایندگان است. وی در مجلس شانزدهم نمایندگان افغانستان عضو کمیسیون اقتصاد ملی.و دوره هفده هم معاون کمیسیون منابع طبیعی و محیط زیست بود. نام خوشک منتسب است به قبیله و منطقه ای که این قوم در آنجا زندگی می کردند. قوم خوشک یکی از اقوام تاریخی و فرهنگی مهم در افغانستان است که ریشه‌های آن به دوران حکومت سلطان محمود غزنوی بازمی‌گردد. این قوم به نام خوش محمد، فرزند کوکچه، شناخته می‌شود که در پی زوال حکومت غزنویان، به جستجوی سرزمین جدیدی برای زندگی پرداخت. مهاجرت آن‌ها از غزنه به جلال‌آباد و سپس به مناطق دیگر، نشان‌دهنده‌ی روحیه‌ی مقاومت و تلاش برای بقاء در شرایط سخت تاریخی است. 
قوم خوشک نه تنها در تاریخ سیاسی منطقه تأثیرگذار بوده‌اند بلکه در عرصه‌های اجتماعی و فرهنگی نیز نقش قابل توجهی ایفا کرده‌اند. فرزندان خوشک با تحصیلات و تعهد به علم و دانش، به عنوان پیشگامان فرهنگی در منطقه شناخته می‌شوند و تلاش‌های آن‌ها در ترویج علم و سواد، همچنان ادامه دارد. در این مقاله، به بررسی تاریخچه، ریشه‌ها و تأثیرات اجتماعی این قوم پرداخته خواهد شد تا تصویر روشنی از هویت و فرهنگ غنی قوم خوشک به دست آید.
قوم خوشک
خوشک بر گرفته شده از اسم شخصی به نام خوش محمد، فرزند کوکچه و از نسل سلطان محمود غزنوی است. کوکچه در غزنه به دنیا آمد. بعد از زوال حکومت سلطان محمود، پدران خوشک، که متأسفانه نامشان مشخص نیست، از غزنی فرار کرده و به جلال‌آباد سکنا گزیدند. سپس از آنجا به سمت لشکرگاه هلمند حرکت کرده و در نهایت در منطقه چوره ولایت ارزگان مستقر شدند.
در همین زمان، خوشک(خوش محمد) در این منطقه به دنیا آمد. برادرانش، غریبعلی، عبدالله و فیروز، که به ترتیب از خوش محمد کوچکتر بودند، مردمان شجاع و نترسی بودند و همواره در کنار خوش محمد در هر منازعه و کشمکش از او حمایت می‌کردند. در یکی از این درگیری‌ها، خوش محمدشخصی را به قتل می‌رساند و ناچار به فرار می‌شود. او به منطقه کنونی خوشک می‌آید، جایی که مردمان ازبک‌تبار زندگی می‌کردند. خان ازبک در قریه‌ای به نام ده عروس سکونت داشت. خوش محمد که فردی تنومند بود، به خان ازبک نزدیک شده و به عنوان یکی از بادی‌گاردهای او فعالیت می‌کردند و به تدریج محبوبیت خاصی در بین او کسب می‌کند. و سپه سالار وی شدند. 
خان فقط یک دختر داشت و فرزندی دیگر نداشت. پس از مرگ خان، ریش‌سفیدان و متنفذین جمع شده و تصمیم به انتخاب خان جدید می‌گیرند. پس از بحث و گفت‌وگو، بالاخره تصمیم می‌گیرند که سپه‌سالار خان، جناب خوش محمد، را به عنوان خان انتخاب کنند و رضایت دختر خان نیز جلب می‌شود.
خوش محمد تلاش می‌کند تا تعدادی از قوم خود، به ویژه برادرانش، را از ارزگان به اینجا بیاورد و برخی از مسئولیت‌ها را به آنان واگذار کند. او همچنین با دختر خان ازدواج می‌کند و این قریه به نام ده عروس نامگذاری می‌شود. که الان هم به همین نام معروف است. 
اما خوش محمد به این مقام اکتفا نکرد و به مردمان ازبک فشار می‌آورد که یا مذهب شیعه را بپذیرند یا با او بجنگند یا منطقه را ترک کنند. برخی از ازبک‌ها کشته شدند و برخی دیگر منطقه را ترک کردند. خوش محمد به علاوه منطقه خوشک، به مناطق دیگری نیز حمله کرده و ساکنان آنها را متواری ساخت و این مناطق را به برادران خود واگذار کرد که امروز به نام‌های غیبی، غریبعلی، عبدالله و فیروز شناخته می‌شوند و هر یک از این مناطق جمعیت زیادی دارند.
فرزندان خوشک
خوشک دارای چندین فرزند ذکور است که نام‌های معروف آنها عبارتند از: غلامعلی، ولی، جانمحمد، قربانی، میرکوچک و یکی از پسرانش به نام زردک شناخته می‌شود. غلامعلی در قریه قول فولاد زندگی می‌کند، جایی که تقریباً دوصد خانواده در آنجا سکونت دارند و برخی از این افراد در قریه‌های دیگر خوشک نیز زندگی می‌کنند. به علاوه، تعدادی از آنها در خارج از دایکندی و خارج از کشور زندگی می‌کنند که ممکن است تعدادشان به چهارصد خانواده برسد. (منبع: تحقیق از محمد علی دانش در انجمن خوشکی ها) 
ولی در قریه نوبندک خوشک زندگی دارد که تقریباً دوصد خانواده در آنجا وجود دارد. علاوه بر آنها، برخی در قریه‌های طول (قوم)احمدبیک و برخی دیگر در بغل کند و اشترلی زندگی می‌کنند. جمعیت زیادی نیز در خارج از دایکندی و خارج از کشور سکونت دارند که تعداد دقیق آنها مشخص نیست. در قریه قوم احمدبیک، خوشک در مناطق جرف، کتجیک، شش و قلقدیر زندگی می‌کنند. در کتجیک، یکی از فرزندان ولی حدود ۶ نسل پیش به این منطقه آمده و در منطقه غو ساکن می شود. آنها به تربیت مواشی پرداخته و پس از مدتی به منطقه دیار کتجیک رفته و حدود ۳ نسل در آنجا زندگی کردند. در قدیم، رسم بود که هر کس زودتر  از ایلاق یا چپر به منطقه و قریه می‌رسید، آن آبادی را صاحب می‌شد. به همین دلیل، این منطقه را از دست داده و به تاخم، جوقل و شابید منتقل می‌شوند که هنوز هم این قوم در این سه محله زندگی می‌کنند.
کم کم از زندگی در ایلاق و چپر به زندگی زراعی (دهقانی) روی می‌آورند و اکنون با گشوده شدن درهای مکتب، اکثر فرزندانشان با سواد هستند. برخی از فرزندان آنها در مکتب و برخی دیگر در حوزه‌های علمیه تحصیل کرده و اکنون از لحاظ اجتماعی در جایگاه خوبی قرار دارند. تعداد خانوار فعلی این قوم حدود ۱۰۰ خانه است که برخی به دلیل محدودیت‌های معیشتی و رفاهی به شهرها و کشورهای دیگر هجرت کرده‌اند. این مردم از لحاظ اخلاقی، مانند نامشان، بسیار خوش‌برخورد و مهربان هستند و هیچ‌گاه عامل نفاق، فساد و شرارت نبوده‌اند. بلکه از قدیم پرچمدار علم و سواد و عامل پیشرفت و آبادانی این منطقه بوده‌اند. به عنوان مثال، از حدود ۴ نسل قبل،منحیث معلم‌ مکتب‌خانه در سطح قریه حضور داشتند و پدران امروزی هر کدام خاطرات تلخ و شیرینی از ملاحسین بخش و پدرش علی حسن در باب یادگیری قرآن کریم و کتاب‌های رایج آن زمان، مانند حافظ، دارند. نوه‌ها و فرزندان این شخصیت نیز به علم و تحصیل مشغول بوده و اکنون در سطح حوزوی و دانشگاهی افراد برجسته‌ای تا سطح دکتری دارند. 

## زندگی‌نامه
محمدرضا خوشک وطن‌دوست زاده ۱۳۵۶ از ولسوالی اشترلی ولایت دایکندی است. وی تحصیلات متوسطه خود را در لیسه/دبیرستان شهید مدرس در ایران به اتمام رسانید و سند لیسانس خود را در رشته مدیریت بازرگانی از دانشگاه آزاد اسلامی ایران کسب کرد.

## دیگر فعالیت‌ها
دیگر فعالیت‌های وی:
- فعالیت تجارت و بازرگانی در بخش معادن
- همکاری و مدیریت بخش‌های مختلف مؤسسات علمی، فرهنگی، ورزشی.
- همکاری در اتحادیه صنعتگران ولایت هرات و همکاری با اتاق‌های تجارت.